# Mistrzostwa Europy w Kolarstwie Torowym 2012

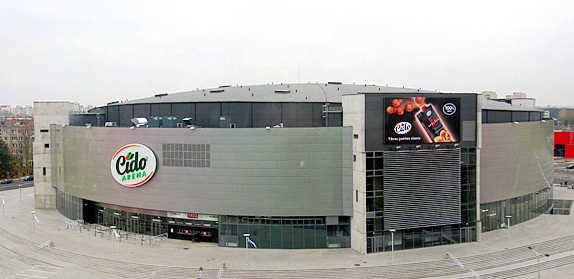
Hala Cido Arena

Mistrzostwa Europy w Kolarstwie Torowym 2012 odbyły się na Litwie w Poniewieżu w hali Cido w dniach 19−21 października 2012.

## Reprezentacje
W mistrzostwach wzięło udział 146 zawodników z 21 państw.
| - Austria - Białoruś - Belgia - Bułgaria - Czechy - Estonia - Finlandia | - Francja - Gruzja - Niemcy - Wielka Brytania - Grecja - Irlandia - Włochy | - Litwa - Holandia - Polska - Rosja - Słowacja - Szwajcaria - Ukraina |

## Medaliści

### Kobiety
| Konkurencja                     | Złoto                                                          | Wynik      | Srebro                                                          | Wynik    | Brąz                                                     | Wynik    |
| ------------------------------- | -------------------------------------------------------------- | ---------- | --------------------------------------------------------------- | -------- | -------------------------------------------------------- | -------- |
| sprint                          | Olga Panarina                                                  |            | Anastasija Wojnowa                                              |          | Simona Krupeckaitė                                       |          |
| sprint drużynowy                | Litwa Simona Krupeckaitė · Gintarė Gaivenytė                   | 33.846     | Rosja Anastasija Wojnowa · Darja Szmielowa                      | 33.882   | Francja Sandie Clair · Olivia Montauban                  | 34.975   |
| Wyścig drużynowy na dochodzenie | Litwa Aušrinė Trebaitė · Vilija Sereikaitė · Vaida Pikauskaitė | 3:25.237   | Polska Katarzyna Pawłowska · Eugenia Bujak · Małgorzata Wojtyra | 3:27.086 | Białoruś Tacciana Szarakowa · Alena Dylko · Aksana Papko | 3:24.801 |
| omnium                          | Tacciana Szarakowa                                             | 18         | Aušrinė Trebaitė                                                | 22       | Katarzyna Pawłowska                                      | 22       |
| keirin                          | Simona Krupeckaitė                                             |            | Jekatierina Gnidienko                                           |          | Jelena Breżniewa                                         |          |
| wyścig punktowy                 | Stephanie Pohl                                                 | 33 +1 okr. | Jewgienija Romaniuta                                            | 25       | Elke Gebhardt                                            | 20       |

### Mężczyźni
| Konkurencja                     | Złoto                                                                     | Wynik    | Srebro                                                                 | Wynik    | Brąz                                                                      | Wynik    |
| ------------------------------- | ------------------------------------------------------------------------- | -------- | ---------------------------------------------------------------------- | -------- | ------------------------------------------------------------------------- | -------- |
| sprint                          | Dienis Dmitrijew                                                          |          | Max Niederlag                                                          |          | Christos Wolikakis                                                        |          |
| sprint drużynowy                | Niemcy Tobias Wächter · Joachim Eilers · Max Niederlag                    | 44.381   | Polska Kamil Kuczyński · Maciej Bielecki · Krzysztof Maksel            | 44.892   | Wielka Brytania Matthew Crampton · Callum Skinner · Lewis Oliva           | 45.081   |
| keirin                          | Tobias Wächter                                                            |          | Joachim Eilers                                                         |          | Dienis Dmitrijew                                                          |          |
| Wyścig drużynowy na dochodzenie | Rosja Artur Jerszow · Aleksiej Markow · Aleksandr Sierow · Walerij Kajkow | 4:00.641 | Niemcy Lucas Liss · Henning Bommel · Theo Reinhardt · Maximilian Beyer | 4:08.654 | Włochy Elia Viviani · Michele Scartezzini · Liam Bertazzo · Ignazio Moser | 4:06.380 |
| madison                         | Czechy Martin Bláha · Jiří Hochmann                                       |          | Rosja Artur Jerszow · Walerij Kajkow                                   |          | Włochy Angelo Ciccone · Elia Viviani                                      |          |
| omnium                          | Lucas Liss                                                                | 17       | Artur Jerszow                                                          | 20       | Gediminas Bagdonas                                                        | 34       |
| wyścig punktowy                 | Elia Viviani                                                              | 44       | Kiriłł Swiesznikow                                                     | 26       | Serhij Łahkuti                                                            | 25       |

## Klasyfikacja medalowa
| Miejsce | Państwo         |    |    |    | Razem |
| ------- | --------------- | -- | -- | -- | ----- |
| 1       | Niemcy          | 4  | 3  | 1  | 8     |
| 2       | Litwa           | 3  | 1  | 2  | 6     |
| 3       | Rosja           | 2  | 7  | 2  | 11    |
| 4       | Białoruś        | 2  | 0  | 1  | 3     |
| 5       | Włochy          | 1  | 0  | 2  | 3     |
| 6       | Czechy          | 1  | 0  | 0  | 1     |
| 7       | Polska          | 0  | 2  | 1  | 3     |
| 8       | Francja         | 0  | 0  | 1  | 1     |
| 8       | Grecja          | 0  | 0  | 1  | 1     |
| 8       | Wielka Brytania | 0  | 0  | 1  | 1     |
| 8       | Ukraina         | 0  | 0  | 1  | 1     |
| Razem   | Razem           | 13 | 13 | 13 | 39    |